# Agrilíneos
Agrilíneos (Agrilinae) é uma subfamília de besouros na família Buprestidae, contendo os seguintes géneros:
- Aaaaba Bellamy, 2013
- Afrocylindromorphus Bily & Bellamy, 1998
- Agrilochyseus Thery, 1935
- Agrilodia Obenberger, 1923
- Agriloides Kerremans, 1903
- Agrilus Curtis, 1825
- Alissoderus Deyrolle, 1864
- Amorphosoma Laporte, 1835
- Amorphosternoides Cobos, 1974
- Amorphosternus Deyrolle, 1864
- Amyia Saunders, 1871
- Anadora Kerremans, 1898
- Anaphlocteis Bellamy, 1986
- Angatra Descarpentries, 1969
- Anocisseis Bellamy, 1990
- Anodontodora Obenberger, 1931
- Antanambia Descarpentries, 1975
- Anthaxomorphus Deyrolle, 1864
- Aphanisticus Latreille, 1829
- Asymades Kerremans, 1893
- Australodraco Curletti, 2006
- Autarcontes Waterhouse, 1887
- Belgaumia Kerremans, 1903
- Bellamyus Curletti, 1997
- Bergidora Kerremans, 1903
- Borneoscelus Bellamy, 1995
- Brachycoraebus Kerremans, 1903
- Brachydora Obenberger, 1923
- Brachys Dejean, 1833
- Bourgoinia Obenberger, 1926
- Callimicra Deyrolle, 1864
- Callipyndax Waterhouse, 1887
- Camerunadora Bellamy, 2008
- Cantoniellus Kalashian, 2004
- Cantonius Thery, 1929
- Capitijubatus Bellamy, 1986
- Chalcophlocteis Obenberger, 1924
- Chloricala Kerremans, 1893
- Cisseicoraebus Obenberger, 1923 - este género foi originalmente nomeado e descrito por Kerremans na sua monografia de 1903[2]
- Clema Semenov-Tian-Shianskij, 1900
- Cobosietta Bellamy, 1986
- Compsoglypha Fairmaire, 1904
- Coraebastus Fairmaire, 1896
- Coraebina Obenberger, 1923 - escreve-se corretamente como Coroebina[3]
- Coraebosoma Obenberger, 1923
- Coraebus Gory & Laporte, 1839
- Cryptodactylus Deyrolle, 1864
- Cryptomorpha Bellamy, 1988
- Cupriscobina Bellamy & Holm, 1985
- Cylindromorphoides Kerremans, 1903
- Cylindromorphus Kiesenwetter, 1857
- Cyphothroax Waterhouse, 1887
- Dejongiella Bellamy, 2006 - a data correcta é 2003[4]
- Demostis Kerremans, 1900
- Dessumia Descarpentries & Villiers, 1966
- Deyrollius Obenbgerger, 1922
- Diadora Kerremans, 1903
- Diadorina Cobos, 1974
- Dinocephalia Obenberger, 1923
- Dinocoroebus Obenberger, 1924
- Diphucrania Dejean, 1833
- Discoderella Bellamy, 1988
- Discoderes Chevrolat, 1838
- Discoderoides Thery, 1936
- Discoderopsis Thery, 1930
- Dismorpha Gistel, 1848
- Dorochoviella Jendek, 2006
- Duncanius Bellamy, 2008
- Endelomorphus Bily, 2007
- Endelus Deyrolle, 1864
- Entomogaster Saunders, 1871
- Epimacha Kerremans, 1900
- Ethiopoeus Bellamy, 2008
- Ethonion Kuban, 2001 - a data correcta é 2000[5][6]
- Euamyia Kerremans, 1903
- Euchroaria Obenberger, 1924
- Eudiadora Obenberger, 1924
- Eulasiodora Obenberger, 1924
- Eumerophilus Deyrolle, 1864
- Eumorphocerus Thery, 1930
- Eupristocerus Deyrolle, 1864
- Eurynodes Thery, 1934
- Evimantius Deyrolle, 1864
- Falliellus Bellamy, 2001
- Franchetia Thery, 1946[7]
- Geralius Harold, 1869
- Germarica Blackburn, 1887
- Gigantocoreabus Obenberger, 1942 - escreve-se como Gigantocoraebus, not -eabus[8]
- Gracilocala Bellamy, 2006
- Habroloma Kerremans, 1900 - este género não é um de Kerreman, mas foi nomeado e descrito por C.G. Thomson em 1864[9]
- Helferia Obenberger, 1932
- Helferina Cobos, 1956
- Heromorphus Obenberger, 1916
- Holmerika Bellamy, 1988
- Holubia Obenberger, 1924
- Hylaeogena Obenberger, 1923
- Hypocisseis Thompson, 1879
- Indiadactylus Bellamy, 1992
- Ivalouwayneia Bellamy, 2006
- Jaroslavia Obenberger, 1942
- Kamosia Kerremans, 1898
- Kamosiella Bellamy, 1988
- Katangiella Bellamy, 1988
- Katonia Thery, 1941
- Kerremansella Obenberger, 1920 - Esta é a data da descrição do homonímo júnior Kerremansia Obenberger 1920. O nome de substituição foi proposto em 1923,[10] and so should be it Kerremansella Obenberger, 1923.
- Kerremansia Peringuey, 1908
- Lakhonia Descarpentries & Villiers, 1967 - Este nome é o nome primário júnior homonímo de Lakhonia Yang, 1936. O nome de substituição correcto é Svataea Alonso-Zarazaga & Roca-Cusachs 2017.[11]
- Leiopleura Deyrolle, 1864
- Lepidoclema Bellamy & Holm, 1985
- Lepismadora Velten, 1987
- Lius Deyrolle, 1864
- Lumawigia Bellamy, 2005
- Madaphlocteis Bellamy, 2006
- Madecorformica Bellamy, 2008
- Malagascoderes Bellamy, 2006
- Malawiella Bellamy, 1990
- Mandritsaria Obenberger, 1942
- Maroantsetra Obenberger, 1942 - este género não é um de Obenberger, mas foi nomeado e descrito por Thery em 1937[12]
- Maublancia Bellamy, 1998
- Melanocoraebus Baudon, 1968
- Meliacanthus Thery, 1942
- Melibaeopsis Kerremans, 1903
- Meliboeithon Obenberger, 1920
- Meliboeus Deyrolle, 1864
- Metasambus Kerremans, 1903
- Midongya Obenberger, 1942
- Mundaria Kerremans, 1894
- Mychommatus Murray, 1868
- Nalanda Thery, 1904
- Nastella Kerremans, 1903
- Neefia Bellamy, 2006 - a data correcta é 2003[4]
- Neefioides Bellamy, 2006 - a data correcta é 2003[4]
- Nelsonagrilus Jendek, 2006
- Neocoraebus Kerremans, 1903
- Neospades Blackburn, 1887
- Neotoxoscelus Fisher, 1921
- Neotrachys Obenberger, 1923
- Niehuisia Curletti, 1995
- Nickerleola Obenberger, 1923
- Obenbergerula Strand, 1932
- Omochyseus Waterhouse, 1887
- Pachycisseis Thery, 1929
- Pachyschelus Solier, 1833
- Paracephala Saunders, 1868
- Paracylindromorphus Thery, 1928
- Parademostis Obenberger, 1931
- Paradora Kerremans, 1900
- Paradorella Obenberger, 1923
- Paragrilus Saunders, 1871
- Parakamosia Obenberger, 1924
- Paranastella Obenberger, 1931
- Parasambus Descarpentries & Villiers, 1966
- Parastrigulia Bellamy, 1988
- Paraxenita Bellamy, 1988
- Pareumerus Deyrolle, 1864
- Peyrierasina Descarpentries, 1975
- Philippscelus Bellamy, 1998
- Philocoroebus Bellamy, 1991
- Phlocteis Kerremans, 1893
- Pilotrulleum Bellamy & Westcott, 1995
- Planidia Kerremans, 1899
- Polyonychus Chevrolat, 1838
- Promeliboeus Obenberger, 1924
- Pseudagrilodes Obenberger, 1923 - a data correcta é 1921[13]
- Pseudagrilus Laporte, 1835
- Pseudoclema Thery, 1938
- Pseudocoraebus Thery, 1905
- Pseudokamosia Thery, 1932
- Pseudokerremansia Bellamy & Holm, 1985
- Pseudophlocteis Bellamy, 1986
- Rhaeboscelis Chevrolat, 1838
- Sakalianus Jendek, 2007
- Sambirania Obenberger, 1942
- Sambomorpha Obenberger, 1924
- Sambus Deyrolle, 1864
- Seranambia Descarpentries, 1974
- Seyrigia Thery, 1937
- Shimogia Obenberger, 1942
- Sibuyanella Obenberger, 1942
- Sjoestedtius Thery, 1931
- Stanwatkinsius Barker & Bellamy, 2001
- Strandietta Bellamy, 1986
- Strigulia Kerremans, 1893
- Strigulioides Bellamy, 1986
- Suarezina Théry, 1936
- Synechocera Deyrolle, 1864
- Taphroceroides Hespenheide, 2008
- Taphrocerus Solier, 1833
- Therybupestris Strand, 1930 - o nome escreve-se Therybuprestis[14]
- Tonkinula Obenberger, 1923
- Toxoscelus Deyrolle, 1864
- Trachys Fabricius, 1801
- Trypantius Waterhouse, 1887
- Vanroonia Obenberger, 1923
- Velutia Kerremans, 1900
- Wendleria Obenberger, 1924
- Xenita Thery, 1941
- Xenomerius Obenberger, 1924
- Zitella Bellamy, 1992